# Лунвож (приток Малого Аранца)
Лунвож (устар. Лун-Вож) — река в России, протекает в Республике Коми по территории Печерского района. Устье реки находится в 27 км по левому берегу реки Малый Аранец. Длина реки составляет 30 км.
В 8 км от устья по левому берегу впадает река Лёкшор.

## Этимология гидронима
Гидроним происходит из коми-пермяцкого языка, в котором лун— «юг», «южный», а слово вож — «приток», «ветвь», «ответвление».

## Данные водного реестра
По данным государственного водного реестра России относится к Двинско-Печорскому бассейновому округу, водохозяйственный участок реки — Печора от водомерного поста у посёлка Шердино до впадения реки Уса, речной подбассейн реки — бассейны притоков Печоры до впадения Усы. Речной бассейн реки — Печора.
Код объекта в государственном водном реестре — 03050100212103000063511.